# Hans Mahler

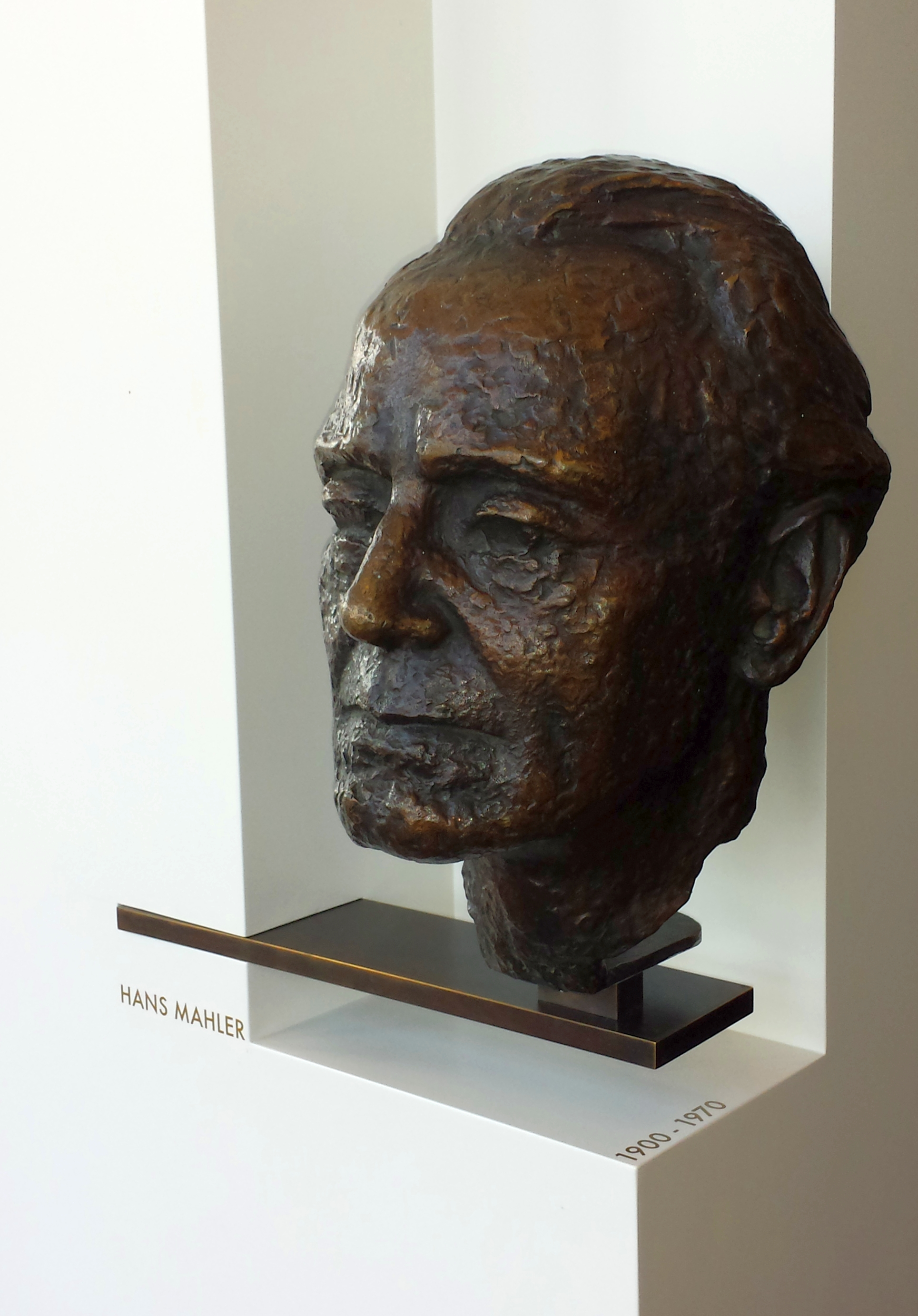
Büste im Ohnsorg-Theater

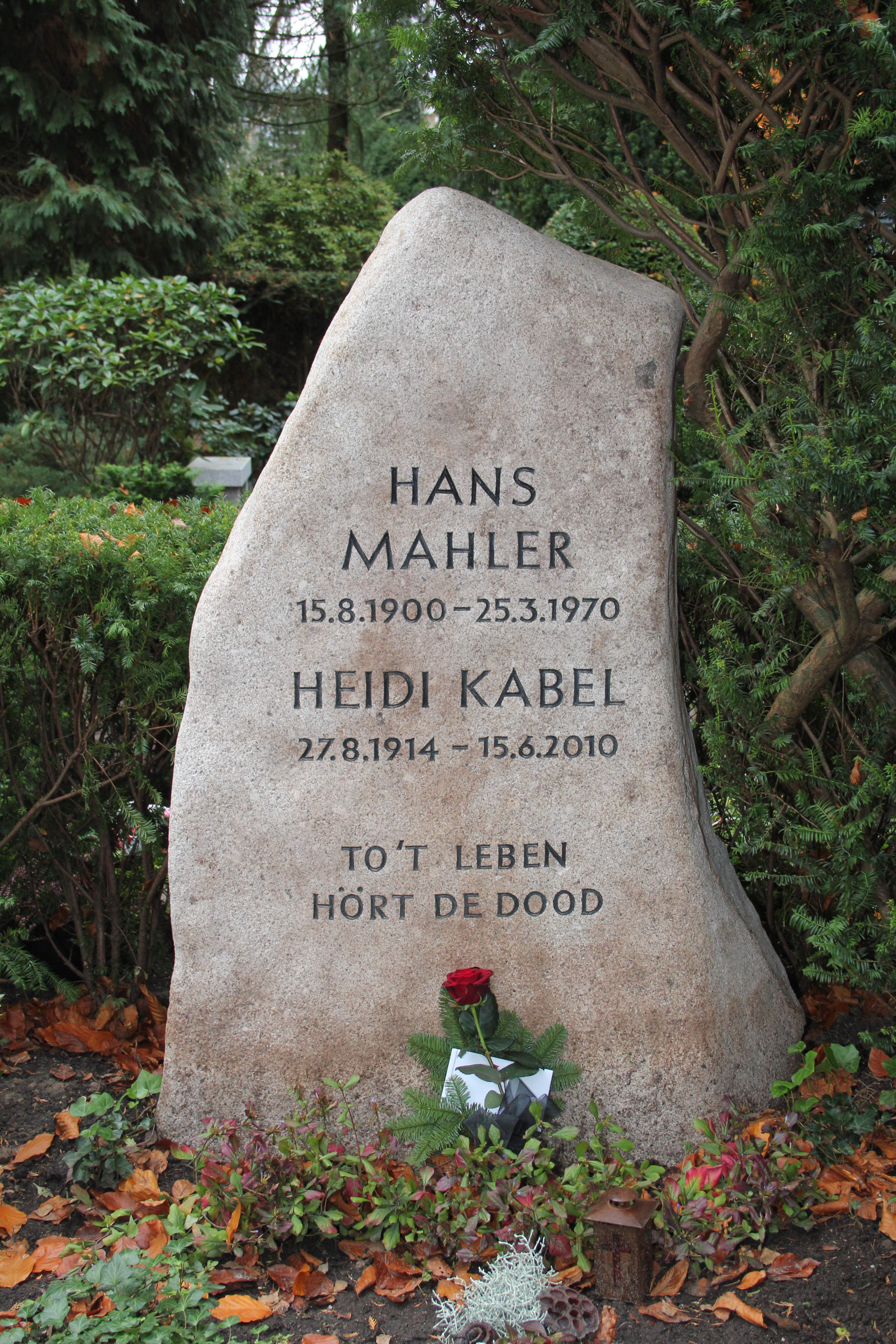
Grabstein von Hans Mahler und Heidi Kabel auf dem Nienstedtener Friedhof

Hans Mahler (* 15. August 1900 in Hamburg; † 25. März 1970 in Hamburg) war ein deutscher Theater- und Filmschauspieler sowie Theaterregisseur.

## Leben
Ab 1949 war er als Nachfolger von Rudolf Beiswanger Intendant des Hamburger Ohnsorg-Theaters. Aus seiner im Jahr 1937 geschlossenen Ehe mit der Volksschauspielerin Heidi Kabel gingen zwei Söhne (* 1938 und * 1942) sowie Heidi Mahler (* 1944), die ebenfalls Schauspielerin am Ohnsorg-Theater ist, hervor. Zum 1. Mai 1937 trat er der NSDAP bei (Mitgliedsnummer 5.433.938).
Hans Mahler starb im März 1970 im 70. Lebensjahr und wurde auf dem Nienstedtener Friedhof in Hamburg bestattet. Seine Gattin verstarb am 15. Juni 2010 und ruht jetzt neben ihm.

## Filmografie
- 1938: Ein Mädchen geht an Land
- 1954/1955: Kinder, Mütter und ein General
- 1963/1964: Wilhelmsburger Freitag (Fernsehfilm)

## Aufzeichnungen aus dem Ohnsorg-Theater
Als Regisseur
- 1955: Das Herrschaftskind mit Walter Scherau, Heidi Kabel, Otto Lüthje
- 1958: Zwei Kisten Rum, mit Erna Raupach-Petersen, Heinz Lanker, Walter Scherau
- 1961: In Luv und Lee die Liebe mit Karl-Heinz Kreienbaum, Walter Scherau, Hilde Sicks
- 1961: Ein Mann mit Charakter mit Walter Scherau, Heidi Kabel, Ernst Grabbe
- 1962: Schweinskomödie, mit Walter Scherau, Christa Wehling, Jochen Schenck
- 1962: Tratsch im Treppenhaus mit Henry Vahl, Erna Raupach-Petersen, Heidi Kabel
- 1962: De dolle Deern mit Jochen Schenck, Christa Wehling, Henry Vahl
- 1962: Der Bürgermeisterstuhl mit Heinz Lanker, Otto Lüthje, Henry Vahl, Erna Raupach-Petersen
- 1963: Vater Philipp mit Henry Vahl, Heidi Kabel, Edgar Bessen, Gisela Wessel
- 1964: Die Kartenlegerin mit Heidi Kabel, Edgar Bessen, Otto Lüthje, Erna Raupach-Petersen
- 1965: Meister Anecker mit Jochen Schenck, Christa Wehling, Henry Vahl, Heini Kaufeld, Gisela Wessel
- 1966: Nichts gegen Frauen mit Ernst Grabbe, Werner Riepel, Heidi Mahler, Edgar Bessen, Heidi Kabel
- 1967: Söbenteihn Sack Kaffee mit Edgar Bessen, Karl-Heinz Kreienbaum, Erna Raupach-Petersen
- 1968: Die Kartenlegerin mit Heidi Kabel, Edgar Bessen, Otto Lüthje, Willy Millowitsch, Erna Raupach-Petersen
- 1968: Verteufelte Zeiten mit Edgar Bessen, Heidi Kabel, Henry Vahl, Heidi Mahler
- 1969: Ein Mann mit Charakter mit Werner Riepel, Heidi Kabel, Heidi Mahler, Jürgen Pooch, Gertrud Prey
- 1969: Schneider Nörig mit Henry Vahl, Heidi Mahler, Hilde Sicks, Werner Riepel
- 1970: Mensch sein muß der Mensch  mit Werner Riepel, Edgar Bessen, Gisela Wessel, Heini Kaufeld

Als Schauspieler
- 1961: In Luv und Lee die Liebe mit Karl-Heinz Kreienbaum, Walter Scherau, Hilde Sicks
- 1962: Schweinskomödie, mit Walter Scherau, Christa Wehling, Jochen Schenck
- 1964: Die Kartenlegerin mit Heidi Kabel, Edgar Bessen, Otto Lüthje, Erna Raupach-Petersen
- 1967: Söbenteihn Sack Kaffee mit Edgar Bessen, Karl-Heinz Kreienbaum, Erna Raupach-Petersen

## Hörspiele

### Als Regisseur
- 1955: Dat Spill von de Hilligen Dree Könige (auch Sprecher) – Autor: Felix Timmermans
- 1958: De dumme Ilsebill – Autor: Paul Schurek
- 1959: De Börgermeister vun Lütten-Bramdörp – Autor: Heinrich Deiters
- 1960: Up eegen Fust – Autor: er selbst
- 1960: Dat Nettelkrut – Autor: Hans Heitmann
- 1962: Carsten Curator – Autor: Theodor Storm
- 1963: De Püjazz – Autor: Günther Siegmund

### Als Sprecher
- 1946: Hallo üm de Koh – Regie: Curt Becker
- 1949: Dat Moor – Regie: Hans Freundt
- 1949: Wrack – Regie: Hans Freundt
- 1949: Silvester oder „Bullenkopp un Stint“ – Regie: Hans Freundt
- 1950: Swienskomödi – Regie: Hans Freundt
- 1950: Till Ulenspegel – Regie: Hans Freundt
- 1950: De Schapschur – Regie: Hans Freundt
- 1950: Oprümen – Regie: Hans Freundt
- 1950: Engel Kirk – Regie: Hans Freundt
- 1950: Johannes Brahms – Regie: Hans Freundt
- 1950: Mien lütt Dörp – Autor und Regie: Werner Perrey
- 1951: Dat Redentiner Osterspill – Regie: Hans Freundt
- 1951: Blomen un Unkruut – Regie: Hans Freundt
- 1951: Thies un Ose – Regie: Hans Freundt
- 1951: Versteeken spelen – Regie: Hans Freundt
- 1951: Un dat Licht keem – Regie: Werner Perrey
- 1951: De dütsche Michel – Regie: Hans Freundt
- 1951: Ünner een Dack – Regie: Hans Freundt
- 1951: Wat waard hier späält? – Regie: Werner Perrey
- 1951: Alltomal Sünner – Regie: Werner Perrey
- 1951: Kristoffer Kolumbus – Regie: Hans Freundt
- 1951: Wenn dat man good geiht – Regie: Hans Freundt
- 1951: Krut gegen den Dood – Regie: Hans Freundt
- 1951: Dat plattdütsche Krüppenspäl – Regie: Hans Freundt
- 1951: Twüschen Wihnachten un Niejaar – Regie: Hans Freundt
- 1952: Heimotluft – Regie: Hans Freundt
- 1952: Vom Fischmarkt zum Dovenfleet – Regie: Hans Freundt
- 1952: Schenkt ward di nix! – Regie: Hans Freundt
- 1952: Peter Lurenz bi Abukir – Regie: Hans Freundt
- 1952: De Landfeend op Helgoland – Regie: Werner Perrey
- 1952: Ut de Franzosentid – Regie: Hans Freundt
- 1952: Lütt Seelken – Autor und Regie: Werner Perrey
- 1952: De Pott is twei (Niederdeutsche Version von Der zerbrochne Krug) – Regie: Hans Freundt
- 1952: Allns üm de Deern – Regie: Hans Freundt
- 1952: Een Sommerdag – Regie: Hans Freundt
- 1952: In Luv und Lee die Liebe – Regie: Hans Freundt
- 1952: Eidig, der ein Wildschütz war – Regie: Hans Freundt
- 1952: Der Damm – Regie: Werner Perrey
- 1952: Pott un Pann – Regie: Nicht bekannt
- 1952: Der Quickborn – Regie: Hans Freundt
- 1952: De dütsche Slömer – Regie: Hans Freundt
- 1952: Juulklapp – Regie: Hans Freundt
- 1952: Das Gericht zieht sich zur Beratung zurück (Folge: Der weiße Magier) – Regie: Gerd Fricke
- 1953: Dat verkennte Genie – Regie: Hans Freundt
- 1953: Finkwarder – Regie: Hans Freundt
- 1953: Rungholt – Regie: Günter Jansen
- 1953: Wenn de Maan schient – Regie: Günter Jansen
- 1953: De letzte Feihde – Regie: Günter Jansen
- 1953: Nu kümmt de Storm – Regie: Günter Jansen
- 1953: Vertruun – Regie: Günter Jansen
- 1953: Schorsch ist klöker – Regie: Günter Jansen
- 1953: Een Deern as Wibeke – Regie: Günter Jansen
- 1953: Gott sien Speelmann – Regie: Hans Tügel
- 1953: En Swien geiht üm – Regie: Günter Jansen
- 1953: Alltomal Sünner – Regie: Werner Perrey
- 1954: Wokeen kennt mi? – Regie: Günter Jansen
- 1954: De grote Fraag – Regie: Hans Tügel
- 1954: Hemmingstedt – Regie: Günter Jansen
- 1954: Hein Mahrt – Regie: Hans Tügel
- 1954: Greta – Regie: Günter Jansen
- 1954: De rode Ünnerrock – Regie: Günter Jansen
- 1954: Holländisch-niederdeutsche Stunde: Zwei Kurzhörspiele (De Spööktiger und Seemannsleven) – Regie: Hans Tügel
- 1954: Friekamen – Regie: Günter Jansen
- 1954: Meist as ehr Mudder – Regie: Hans Tügel
- 1954: De Bloatsbroder – Regie: Günter Jansen
- 1955: Driewsand – Regie: Hans Tügel
- 1955: De Drehherrenkoppel – Regie: Günter Jansen
- vor 1956: Cili Cohrs – Regie: Günter Jansen
- 1956: Modder ehr oll Geethann – Regie: Günter Jansen
- 1956: Den Düwel sin Aflegger – Regie: Günter Jansen
- 1956: De Stern achter de Wulken – Regie: Günter Jansen
- 1957: Dat Wunnerkind – Regie: Günter Jansen
- 1957: Klocken vun güntsiet – Regie: Hans Tügel
- 1958: Kattengold – Regie: Hans Tügel
- 1958: Merkur über Hamburg – Regie: Hans Tügel
- 1958: Recht mutt Recht blieven – Regie: Hans Tügel
- 1959: Dat Licht – Regie: Hans Tügel
- 1959: Abelke Bleken, de Hex vun Ossenwarder – Regie: Hans Tügel
- 1959: Mudder Elend und ehr Beerbohm – Regie: Hans Tügel
- 1961: Haal över – Regie: Curt Timm
- 1961: Ünner de Klock – Regie: Otto Lüthje
- 1962: Fischernetten – Regie: Günther Siegmund
- 1962: Dat letzt vull Glas – Regie: Hans Tügel
- 1963: De Soot – Regie: Friedrich Schütter
- 1964: Reinke de Voss – Regie: Friedrich Schütter